# Z-29号驱逐舰
Z-29号（德語：Z 29）是纳粹德国海军于1930年代末至1940年代初建造的十五艘1936A型驱逐舰之一。它于1940年3月21日开始在不来梅的德希马格威悉船厂铺设龙骨，同年10月15日下水，至1941年7月9日交付使用。尽管曾于1942年初作为护航部队的旗舰前往德占法国参加了“海峡冲刺”行动，该舰于二战的大部分时间里仍是在挪威水域度过，负责护卫德国船只和布设雷区。Z-29号也曾参与1942年底难分胜负的巴伦支海海战，期间协助击沉了一艘英国扫雷舰。1943年9月，它在突袭斯匹次卑尔根岛的“西西里行动”中受损，此后又在英国飞机于1944年7月袭击提尔皮茨号战列舰时被炸伤。当德国人自同年10月开始从挪威北部撤离该时，该舰主要为运兵船队提供护航，直到12月开始进行大规模改装。随着战争在改装完成之前便已结束，Z-29号在德国向盟军投降。1945年末，在盟军对幸存的纳粹军舰进行分配过程中，它被割让予美国。但由于仍未完全适航，该舰于1946年末被美国人凿沉在斯卡格拉克海峡入口处。

## 设计
1936A型驱逐舰较之前的1936型稍大，武器装备也更重。其水线长和全长分别为121.9米和127米，有12米的舷宽以及最大4.62米吃水深度；舰只的设计排水量为2,657吨，满载时则可达3,691吨。Z-29号由两台瓦格纳齿轮传动蒸汽轮机提供动力，各负责驱动一副直径为3.35米的三叶螺旋桨。过热蒸汽则由六台瓦格纳水管锅炉供应，可以输出70,000匹軸馬力（52,000千瓦特）的功率。该舰的设计航速为36節（67每小時），最多可贮存825吨燃料油，能够以19節（35每小時）的速度的巡航2,950海里（5,460）。舰只的标准船员编制为11名军官和321名水兵。

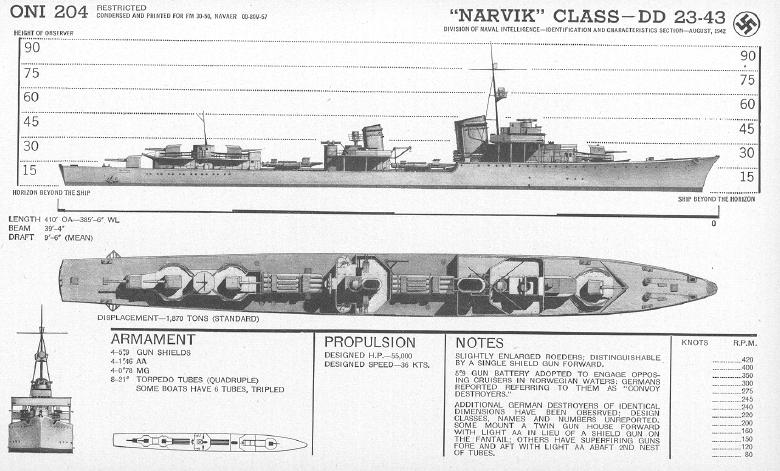
战时盟军绘制的1936A型驱逐舰识别图

该舰装备有四门150毫米36式鱼雷艇炮，架设在带有炮挡的单装炮座上。其中一门位于舰艛前侧、三门位居舰艉，并从前到后编为1至4号。防空武器则包括安装在与后部烟囱并排的一对双联装炮座上的四门37毫米30式速射炮和七门单座20毫米30式高射炮组成。此外，该舰还在水上部分的两个四联装动力操纵式底座上安装有八具533毫米鱼雷发射管，每个底座均提供两次重新装填。四个深水炸弹发射器和布雷导轨则安装在艉后部甲板室的两侧，最多可贮存60枚水雷。作为探测潜艇的工具，舰上也搭载有一套称为“群听装置”的被动式水听器，并可能安装有一套主动式声纳系统。在舰桥顶部则配备了FuMo-24/25型。

### 改动
在1944－1945年的改装过程中，Z-29号安装了一台FuMO-63“霍恩特维尔”型雷达代替艉部探照灯。原本的单座150毫米炮则被替换成与其姊妹舰们相同的双联装150毫米LC/38型炮塔。这加剧了该型舰在舰艏进水的趋势，使其最高航速被降低至32.8節（60.7每小時）。3号炮也被拆除，以便为“芭芭拉计划”增加的高射炮腾出空间。到战争结束时，它的防空武器（可能）包括两门实验性的55毫米58式装置高射炮、九门单装和双联装的37毫米炮以及二十门单装、双联装和四联装的20毫米炮。即便若非全部，大部分的37毫米炮都已更换为射速更快的M42型高射炮。

## 历史
Z-29号于1938年4月23日由纳粹德国海军所订购，自1940年3月21日开始在不来梅的德希马格威悉船厂铺设龙骨，建造序列为963。它于同年10月15日下水，至1941年7月9日在首任舰长、海军少校库尔特·雷歇尔的指挥下交付使用。经过在波罗的海的战备训练后，该舰被编入第8驱逐区舰队参与护航任务，并成为战列舰提尔皮茨号于1942年1月14日至17日从亚德河口到挪威特隆赫姆的护航舰之一。Z-29号于1月27日前往德占法国的布雷斯特，为护送三艘主力舰穿越英吉利海峡返回德国的“地狱犬行动”作准备。德国舰群于2月11日离开布雷斯特开始突围，令英国人始料未及。Z-29号此时担当驱逐舰首长、海军上校埃里希·拜的旗舰，带领编队、指挥护航。英国人对德国舰艇的攻击大多以无效告终，惟战列舰沙恩霍斯特号于15:30在斯海尔德河口附近不慎触雷。行动总司令、海军中将奥托·齐里亚克斯遂召唤Z-29号将他从无法动弹的战列舰上接走。当驱逐舰试图靠近时，却意外地撞上沙恩霍斯特号舰艉，损坏了自身艏楼，但成功接走了齐里亚克斯。当天晚些时候，一枚150毫米炮弹在艉部炮座中发生爆炸，造成1人死亡，切断了输油管道，并使左舷涡轮机失效。齐里亚克斯只得于18:25转移到Z-7“赫尔曼·舍曼”号驱逐舰上，Z-29号则前往威悉明德进行维修。

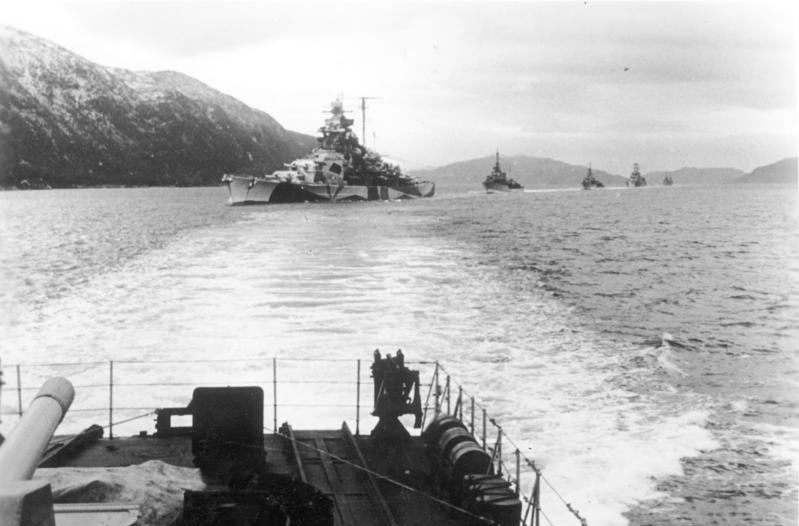
1942年10月，提尔皮茨号战列舰及包括Z-29号在内的护航舰在前往特隆赫姆的途中

维修完成后，Z-29号于1942年5月15日至26日为装甲舰吕措号从德国前往挪威的博根湾提供护航，并在途中在斯卡格拉克海峡布设了水雷。9月5日至8日，它又伙同Z-4“理夏德·拜岑”号和姊妹舰Z-30号一起在新地岛和瓦伊加奇岛之间的卡拉海峡布设雷区。当月下旬，该舰还与重巡洋舰希佩尔海军号和姊妹舰Z-23号、Z-28号和Z-30号共同参与了“女沙皇行动”，于9月24日至28日在新地岛附近执行布雷任务。10月23日至24日，Z-29号负责护送提尔皮茨号和装甲舰舍尔将军号从博根湾到特隆赫姆，继而陪同舍尔将军号继续前往丹麦哥本哈根，然后与轻巡洋舰纽伦堡号一起返回阿尔塔峡湾。

### 巴伦支海海战
1942年12月30日，吕措号和希佩尔将军号在包括Z-29号在内的六艘驱逐舰的护送下，离开纳尔维克执行“彩虹行动”，意图攻击德国情报部门报称只有少量护航的盟军JW-51B号船队。行动总司令、海军中将奥斯卡·库梅茨的计划是把他的部队分成两组；他将率领希佩尔将军号、驱逐舰Z-4号、Z-16“弗里德里希·埃科尔特”号和Z-29号一组在船队的北面实施攻击，并引开护航兵力。然后，吕措号和另外三艘驱逐舰将从南面攻击这支没有护航的船队。三艘驱逐舰与希佩尔将军号分开进行搜寻，于12月31日上午顺利找到船队，从而引发巴伦支海海战。当德舰在8,000米的范围内开火时，英国驱逐舰顽固号才发现了它们，并驶近侦察。
顽固号随后掉头返回，在没有受到任何伤害的情况下重新加入船队，德国驱逐舰也未继续追击，因为它们接到了与希佩尔将军号会合的命令。在进行机动以靠近船队的过程中，德国人发现了英国扫雷舰悬钩子号，它于早前从船队中分离出来搜寻掉队的商船，驱逐舰遂奉命将其击沉，而希佩尔将军号则与护航船队交战。由于能见度很低，此举花费了一些时间；与此同时，由英国轻巡洋舰谢菲尔德号和牙买加号组成的掩护部队突然现身使希佩尔将军号措手不及。击沉悬钩子号之后，Z-4号和Z-16号试图重新与希佩尔将军号会合，殊不知英国巡洋舰就在附近。就在这个时候，Z-29号与其余两艘僚舰失去了联系。当后者在4,000米的射程内发现敌方时，又将谢菲尔德号与希佩尔将军号混淆了。正值错愕之际，谢菲尔德号利用所有火炮向距离最近的Z-16号开火，使其在不到两分钟的时间里便断成两截，连同全体官兵一同葬身大海；Z-29号和Z-4号则毫发无损地逃脱了。

### 后续行动
1943年1月24日，Z-29号又与另外两艘驱逐舰护送受损的希佩尔将军号和轻巡洋舰科隆号从阿尔塔峡湾返回基尔，并于2月8日抵达。翌日，该舰前往威悉明德的北德意志-劳埃德船厂接受改装。在此期间，舰长一职发生了变化：海军少校特奥多尔·冯·穆蒂乌斯于4月1日接管了Z-29号，并指挥该舰直至战争结束。完成改装并在波罗的海进行训练后，Z-29号于7月22日在Z-33号的陪同下返回挪威北部，7月26日到达特隆赫姆，至8月3日在阿尔塔峡湾被编入第4驱逐区舰队。9月6日至9日，它与提尔皮茨号、沙恩霍斯特号以及第4、第5和第6驱逐区舰队的九艘舰艇一起参加了袭击斯匹次卑尔根岛的“西西里行动”。该舰在行动中负责炮击巴伦支堡气象站及周边地区，但遭到四枚100毫米口径的海岸炮命中，其中两枚击中舰体，造成3人阵亡、3人负伤。由于舰体上的孔洞导致适航性降低，Z-29号在返程时不得不身居两艘战列舰的背风处。12月25日晚，第4区舰队的Z-29号、Z-30号、Z-33号、Z-34号和Z-38号在队长、海军上校罗尔夫·约翰内松的带领下，跟随沙恩霍斯特号执行“东线行动”，意图拦截驶往苏联的英国JW-55B号护航船队。但所有护航驱逐舰都在第二天被分离，以增加拦截船队的可能性，因此并未参加随后的北角海战，而是于27日返回阿尔塔峡湾。
Z-29号于1944年初完成了锅炉整修，并在当年余下的时间里几乎一直留在挪威海和北冰洋服役。7月17日，在针对提尔皮茨号的“福神行动”中，该舰遭到英国皇家海军舰队航空队的战斗机扫射，但只受到表面损伤。随后，它与第4区舰队的另外四艘舰一同在希尔克内斯至北角沿岸支援第19山地集团军，该军自10月7日以来便在苏军发动的佩察莫-希尔克内斯攻势下节节败退。从10月23日至31日，第4区舰队每日都负责撤退和清除掩护，从瓦尔德和洪宁斯沃格撤离德军，并在塔纳峡湾充当哨舰。11月6日至18日，Z-29号又在“北极光行动”中为冰洋战线塔纳段的清空以及第20山地集团军逐步撤退至灵恩提供侧翼保护。11月18日，该舰再次回到阿尔塔峡湾，进而于24日转往特罗姆瑟修理排水泵。12月16日，它又与Z-31号一起在洪宁斯沃格附近布设雷区。一周后，Z-29号从拉峡湾驶往威悉明德开始进行新一轮改装，包括将舰艏炮替换为双联装样式，并大大增强了它的防空武器。
战争于1945年5月结束，此时改装工作尚未完成，Z-29号遂于7日退役，三天后由英国警卫司令部占领。同年年底，当盟军就幸存的德国海军舰艇进行分配时，该舰作为战争赔偿被授予美国。但由于它的维修状况不佳，美国海军拒绝接收。英国皇家海军只得拆出舰上有用的零件，继而装满化学武器，于1946年6月10日将其凿沉在斯卡格拉克海峡的西侧入口处。

## 脚注
1. 1 2 3 4  Gröner，第203–204頁.
2. ↑  Whitley，第68頁.
3. ↑  Whitley，第71–72頁.
4. ↑  Koop & Schmolke，第34頁.
5. ↑  Gröner，第203頁.
6. ↑  Whitley，第73–74頁.
7. ↑  Koop & Schmolke，第24, 110頁.
8. 1 2 3 4 5  Koop & Schmolke，第110頁.
9. ↑  Rohwer，第143頁.
10. ↑  Whitley，第118–119頁.
11. ↑  Rohwer，第197頁.
12. 1 2  Whitley，第142頁.
13. ↑  Llewellyn-Jones，第93頁.
14. ↑  Whitley，第143頁.
15. ↑  Bradley, Würzenthal & Model，第348–350頁.
16. ↑  Whitley，第172頁.
17. ↑  Rohwer，第379頁.
18. ↑  Koop & Schmolke，第111頁.
19. ↑  Whitley，第194頁.